# The Legend of Zorro
The Legend of Zorro (bra: A Lenda do Zorro; prt: A Lenda de Zorro) é um filme norte-americano de 2005, do gênero aventura de capa-e-espada, dirigido por Martin Campbell. É a sequência do filme The Mask of Zorro, de 1998, também dirigido por Campbell. A história se passa na cidade mexicana de San Mateo na moderna Califórnia, à epoca em processo de anexação pelos EUA.

## Elenco principal
| Personagem                              | Ator/Atriz           |
| --------------------------------------- | -------------------- |
| Don Alejandro Murrieta De La Vega/Zorro | Antonio Banderas     |
| Elena De La Vega                        | Catherine Zeta-Jones |
| Joaquin De La Vega                      | Adrián Alonso        |
| Conde Armand                            | Rufus Sewell         |
| Jacob McGivens                          | Nick Chinlund        |
| Frei Felipe                             | Julio Oscar Mechoso  |
| Coronel Beauregard                      | Leo Burmester        |
| Frei Quintero                           | Tony Amendola        |
| Governador Riley                        | Pedro Armendáriz Jr. |

## Recepção
O Metacritic, que usa uma média ponderada, atribuiu ao filme uma pontuação de 47 em 100, baseado em 33 críticos, indicando críticas "mistas ou médias".